# Saint-M’Hervé
Saint-M’Hervé (bret. Sant-Merve) – miejscowość i gmina we Francji, w regionie Bretania, w departamencie Ille-et-Vilaine.
Według danych na rok 1990 gminę zamieszkiwały 1144 osoby, a gęstość zaludnienia wynosiła 39 osób/km² (wśród 1269 gmin Bretanii Saint-M’Hervé plasuje się na 524. miejscu pod względem liczby ludności, natomiast pod względem powierzchni na miejscu 290.).